# ميغيل إسكالونا
ميغيل إسكالونا (بالإسبانية: Miguel Escalona)‏ هو لاعب كرة قدم تشيلي في مركز الوسط، ولد في 23 مارس 1990 في سانتياغو في تشيلي. لعب مع نادي بالستينو.

## وصلات خارجية
- ميغيل إسكالونا على موقع قاعدة بيانات كرة القدم.إي يو (الإنجليزية)
- ميغيل إسكالونا على موقع Soccerway.com (الإنجليزية)
- ميغيل إسكالونا على موقع AS.com (الإسبانية)